# Anja Schulz (Politikerin)
Anja Schulz (* 28. Oktober 1985 in Uelzen) ist eine deutsche Politikerin (FDP) und war von 2021 bis 2025 Mitglied des Deutschen Bundestages.

## Lebensweg
Schulz erhielt 2005 das Wirtschaftsabitur an der Berufsbildenden Schule I Uelzen. Von 2005 bis 2008 absolvierte sie eine Ausbildung zur Bankkauffrau bei der Sparkasse Uelzen Lüchow-Dannenberg. 2010 machte sie eine nebenberufliche Weiterbildung zur Sparkassenfachwirtin. Von 2008 bis 2011 war sie Angestellte der Sparkasse Uelzen Lüchow-Dannenberg. Seit 2011 ist sie selbstständige Finanzberaterin und seit 2017 Fachtrainerin für Auszubildende.
Anja Schulz ist seit 2013 Mitglied der FDP und Kreisvorsitzende des FDP-Kreisverbandes Uelzen. Bei der Bundestagswahl 2017 erhielt sie im Bundestagswahlkreis Celle – Uelzen 5,5 % der Erststimmen. Zudem kandidierte sie auf Platz 17 der Landesliste der FDP Niedersachsen, verpasste aber den Einzug in den 19. Deutschen Bundestag. Seit 2018 ist sie Mitglied im Landesvorstand der FDP Niedersachsen. Bei der Bundestagswahl 2021 erreichte sie mit 8,6 % der Erststimmen den vierten Platz im Wahlkreis Celle-Uelzen. Sie zog über den dritten Platz der FDP-Landesliste in den 20. Deutschen Bundestag ein und wurde Mitglied des Finanzausschusses und des Ausschusses für Arbeit und Soziales. Seit 2023 ist sie stellvertretende Landesvorsitzende der FDP Niedersachsen.
Seit 2013 gehört Schulz dem Vorstand der Lebenshilfe für Menschen mit geistiger und körperlicher Behinderung Kreisvereinigung Uelzen an. Stiftungsrätin der Stiftung Leben leben ist sie seit 2019.

## Privates
Schulz ist evangelisch-lutherischer Konfession und nach eigenen Angaben ledig.